# Eniro

Logo seit 2010

Altes Logo

Eniro ist ein schwedisches Unternehmen, das Dienstleistungen im Internet rund um die Suche von Adressen und Telefonnummern von Unternehmen, Ämtern und Privatpersonen anbietet. Es ist nach eigenen Angaben der führende Suchmaschinenbetreiber der nordischen Länder. Es betreibt außerdem Telefonauskunftsdienste und gibt Telefon- und Branchenbücher heraus.
Das Unternehmen entstand im Jahr 2000 durch Ausgründung aus dem staatlichen Telia-Konzern.
Eniro hat 4700 Angestellte. Die Aktien des Unternehmens werden an der Stockholmer Börse gehandelt. Im Jahr 2005 erwirtschaftete das Unternehmen einen Umsatz von 4,8 Milliarden SEK bei einem EBITDA von 1,2 Milliarden SEK. 90 % des Umsatzes entfielen dabei auf Aktivitäten in Schweden, Norwegen, Dänemark und Finnland, 5 % auf Deutschland. Das Unternehmen wuchs insbesondere durch umfangreiche Zukäufe, so erwarb es etwa 2003 die schwedische Respons AB, Schwedens größte Telefonauskunft und 2005 die norwegische Findexa.
„Eniro“ ist Esperanto und bedeutet „Eingang“.